# احمد دویدار
احمد دویدار (عربی: أحمد دويدار؛ زادهٔ ۲۹ اکتبر ۱۹۸۷) بازیکن فوتبال اهل مصر است.
از باشگاه‌هایی که در آن بازی کرده‌است می‌توان به باشگاه ورزشی زمالک و باشگاه ورزشی کاظمه کویت اشاره کرد.
وی همچنین در تیم ملی فوتبال مصر بازی کرده‌است.